# Ichthyoxenus formosanus
Ichthyoxenus formosanus is een pissebed uit de familie Cymothoidae. De wetenschappelijke naam van de soort is voor het eerst geldig gepubliceerd in 1930 door Harada.